# Tântava
Tântava – wieś w Rumunii, w okręgu Giurgiu, w gminie Grădinari. W 2011 roku liczyła 1366 mieszkańców.